# Balena franca
Les balenes franques (Eubalaena) són un gènere de balenes que comprèn tres espècies: la balena franca comuna (E. glacialis), la balena franca del Pacífic nord (E. japonica) i balena franca del sud (E. australis). Juntament amb la balena de Groenlàndia (Balaena mysticetus) són les úniques espècies vivents de la família dels balènids. Al llarg dels últims dos segles la taxonomia d'aquestes espècies ha estat en flux constant i les balenes franques sovint han estat considerades com pertanyents al gènere Balaena, motiu pel qual la balena de Groenlàndia també rep el nom de balena franca àrtica. La balena franca pigmea (Capera marginata), una balena molt més petita de l'hemisferi sud, també estava inclosa a la família dels balènids, però recentment s'ha descobert que és prou diferent com per justificar una família pròpia, la dels neobalènids.
Les tres espècies són migratòries i es desplacen estacionalment per alimentar-se o donar a llum. Les aigües càlides de l'equador formen una barrera que isola les espècies d'un i altre hemisferi. Al nord, les balenes franques tendeixen a evitar les aigües obertes i a mantenir-se properes a les penínsules i badies i a les plataformes continentals, ja que aquestes zones encobreixen millor i hi ha menjar abundant. Al sud, les balenes franques s'alimenten lluny de la costa a l'estiu, però una gran majoria d'elles també opta per arrecerar-se en aigües costaneres a l'hivern. Les balenes franques s'alimenten sobretot de copèpodes, però la seva dieta també inclou krill i pteròpodes. Cerquen el menjar a la superfície, sota l'aigua o fins i tot al fons del mar. Durant la parada nupcial, es reuneixen grans grups de mascles per competir per una sola femella, la qual cosa suggereix que les competicions d'esperma són un factor important per l'aparellament. Encara que el rorqual blau sigui l'animal més gros del planeta, els testicles d'una balena franca són deu vegades més grossos que els d'un rorqual blau; cada un pesa fins a 525 kg, amb diferència els més grans de qualsevol animal. La gestació tendeix a durar un any i les cries neixen amb quasi una tona de pes i entre 4 i 6 metres de llarg. El deslletament ocorre al cap de vuit mesos.
Les balenes franques eren una presa preferida pels baleners per mor de la seva naturalesa dòcil, els seus comportaments de filtratge a la superfície per obtenir menjar, la seva tendència per mantenir-se a prop de la costa i el seu alt contingut de greix de mamífer marí, que les fa flotar quan moren i produeix molta quantitat d'oli de balena. Avui dia, la balena franca comuna i E. japonica es troben entre les espècies més amenaçades del món i ambdues estan protegides per l'Endangered Species Act als Estats Units. Les poblacions occidentals d'ambdues espècies estan en perill d'extinció, comptant-se per uns quants centenars de balenes franques. Les orientals, amb menys de 50 exemplars, estan en perill crític; de fet, la població oriental de balenes franques comunes suma una quinzena d'exemplars com a màxim i podria estar extinta per complet. Tot i que la caça de balenes ja no és una amenaça, l'home resta el principal enemic de les balenes franques: moltes moren colpejades per vaixells o atrapades per xarxes de pesca. Aquests dos factors combinats sumen el 48% de les defuncions de balenes franques comunes d'ençà del 1970.
El 2018 les balenes pareixien no haver procreat.